# Duane Crandall
Pour les articles homonymes, voir Crandall.
Duane Delton Crandall (né le 14 août 1946) est un homme politique canadien de la Colombie-Britannique. Il est député provincial créditiste de la circonscription britanno-colombienne de Columbia River de 1986 à 1991.
En octobre 1989, Crandall avec trois collègues (Graham Bruce, David Mercier et Doug Mowat) quitte le caucus créditiste pour siéger comme créditistes indépendants. Dans une déclaration, les quatre indiquent ne pas souhaiter la chute du gouvernement, mais plutôt une évaluation critique de la gestion de Bill Vander Zalm. Mercier revient dans le caucus socred en janvier 1990 afin de mieux faire face à une vague de pertes d'emplois qui affectait sa circonscription. Sa décision entraîne ses collègues frondeurs à réfléchir sur leur futur en politique en réintégrant à leurs tours le caucus le 14 février,.
Crandall tente sans succès de se présenter lors de la cours à la direction créditiste en 1991 et termine en cinquième position dès le premier tour de scrutin.